# Тодор Гребенаров
Тодор Гребенаров е български полицай, главен комисар, директор на Главна дирекция „Жандармерия, специални операции и борба с тероризма“ от 27 май 2021 г.

## Биография
Роден е на 2 юни 1963 година в Карлово. Завършва Националния военен университет „Васил Левски“ във Велико Търново. През 1995 г. влиза в системата на МВР като полицейски инспектор I степен в сектор „Охранителна полиция“ на ОДМВР – Пловдив. Същата година изкарва курс за първоначална професионална подготовка във ВИПОНД към МВР. След това е последователно полицейски командир, началник на сектор „Конен ескадрон и водачи на служебни кучета“, началник на сектор „Охрана на обществения ред“. От 2004 г. е началник на направление „Охранителна полиция и КАТ“, а от 1 септември 2006 г. – началник на отдел „Опазване на обществения ред и превенция“ към ОДП – Пловдив и повишен в комисар. На 15 май 2010 г. е началник на отдел „Охранителна полиция“ на ОДМВР – Пловдив. От 15 август 2013 г. е директор I степен на ОДМВР – Пловдив. В периода 25 ноември 2013 – 26 февруари 2015 г. е директор на Главна дирекция „Национална полиция“. На 26 февруари 2015 г. е назначен за заместник-директор на Главна дирекция „Национална полиция“. От 27 май 2021 г. е директор на Главна дирекция „Жандармерия, специални операции и борба с тероризма“.